# Reepham (Norfolk)
Reepham ist eine kleine Minderstadt in Norfolk. Die Stadt liegt an der B1145 an den Flüssen Bure und Wensum. Die Stadt liegt etwa 19 km nordwestlich von Norwich. Im Jahr 2001 hatte das Civil parish eine Bevölkerung von 2455, die sich auf 970 Haushalte erstreckte. Die Wohnfläche nahm dabei einen Platz von 1909 Hektar ein.

## Geschichte
Die Stadt wird im Domesday Book aus dem Jahr 1086 unter dem Namen Refham aufgeführt, was für das Gut des Vogts oder Greve (zu Englisch reeve) steht. Das Wort ist aus den altenglischen Wörtern gerafa (‚Vogt‘) und ham (‚Gehöft‘) zusammengesetzt worden. Reepham erreichte den Status der Minderstadt im Jahr 1277. Die Stadt hat sich im Laufe ihrer Geschichte erheblich entwickelt, was am besten an der Unterschiedlichkeit der Baustile zu erkennen ist.

## Die Stadt heute
Der größte Wandel hat sich in der Stadt im Industriebereich vollzogen, jedoch hat sich dadurch die Stadt nicht erwähnenswert ausgeweitet.
Die Stadt hat eine Mittelschule namens Reepham High School, welche im Jahr 2008 von Ofsted, einer Schulprüfstelle, die höchsten Noten bekam, sowie eine Grundschule mit über 300 Schülern.
The Reepham Society ist ein eingetragener Wohltätigkeitsverein, der im Jahr 1976 gegründet wurde, um das öffentliche Interesse auf Reepham, Hackford, Kerdiston, Salle und Whitwell zu lenken.

## Die Zwillingskirchen
Reepham ist einer von zwei Orten in Europa, der drei Kirchen auf einem Gelände besitzt. Die drei Kirchen sind St. Mary mit ihrer Chorsakristei, St. Michael und die dritte, die zu Hackford gehörte. Die dritte Kirche brannte im Jahr 1543 nieder und nur noch Teile der Turmwand sind übriggeblieben.

## Das Stadtschild

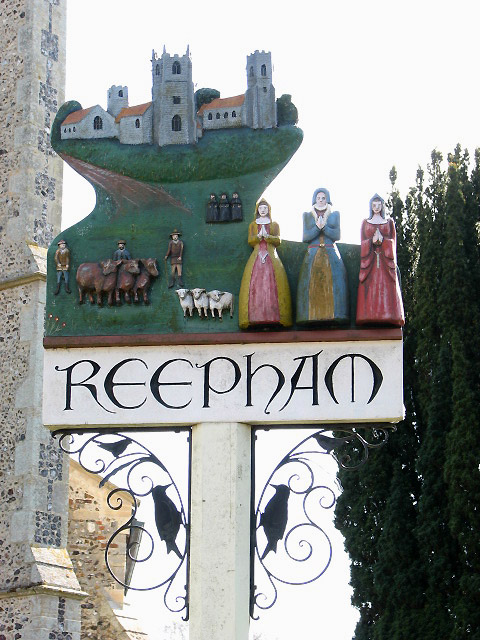
Schild der Stadt

Das Schild der Stadt wurde von der örtlichen High School im Jahr 1992 entworfen. Es stellt jeweils drei der folgenden Elemente dar: Kirchen, Dorfbewohner, Bauernhofarbeiter, Schafe, Lämmer und „Schwestern“. Letzteres bezieht sich auf einen Mythos: Jede der drei Schwestern soll eine Kirche erbaut haben. In Wirklichkeit jedoch überdauerte der Bau mehrere Generationen.

## Geschichte der Eisenbahn
Im Jahr 1882 hatte die Stadt zwei Bahnhöfe, die jeweils an verschiedenen Gleissystem angeschlossen waren und von verschiedenen Firmen verwaltet wurden. Die Whitwell Railway Station lag an der Midland and Great Northern Joint Railway. Die Station lag an einer Abzweigung der Route zwischen der Norwich City Railway Station und der Melton Constable Railway Station. Die Reepham Railway Station lag an der Great Eastern Railway. Die Station lag an einer Abzweigung zwischen der Wroxham Railway Station und der County School Railway Station. Im Jahr 1960 wurde die Strecke ausgebaut, sodass sie auch an Themelthorpe vorbeiführte. Die Arbeit wurden die dafür benötigten Betonwaren durch die British Rail aus Lenwade befördert. Heute läuft der Fußweg Marriott’s Way die Strecke entlang. Beide damalige Stationen sind dabei wichtige Punkte auf der Route.

## Öffentliche Transportmittel
Busverkehr
Sanders and Eastons Coaches unterhält einen ständigen Busverkehr sowohl aus der Stadt heraus, als auch dorthin.

## Bekannte Bewohner
- George Goodwin Kilburne (1839–1924), Künstler
- Keith Robert Simpson, Politiker und Militärhistoriker